# Dongfeng Fengxing Joyear T5
Der Dongfeng Fengxing Joyear T5 ist ein Sport Utility Vehicle des chinesischen Automobilherstellers Dongfeng Liuzhou Motor, die der Dongfeng Motor Corporation angehört. Die Marke des Fahrzeugs ist Dongfeng, die Submarke Fengxing.

## Geschichte
Vorgestellt wurde das Fahrzeug als fünfsitziger T5 erstmals auf der Beijing Auto Show im April 2018. Im September 2018 kam es auf dem chinesischen Heimatmarkt mit drei Motorisierungen in den Handel. Mit dem T5L wurde im November 2018 auf der Guangzhou Auto Show eine siebensitzige Langversion der Baureihe vorgestellt. Sie kam im März 2019 in China auf den Markt. Im Juli 2019 wurden die Motoren des SUV überarbeitet. Fortan erfüllen sie die China-VI-Abgasnorm. Zudem gab es kleinere optische Anpassungen wie den Einsatz eines kleineren Kühlergrills. Einen größeren, neu gestalteten Kühlergrill hat die im September 2022 eingeführte Mach Edition auf Basis der Langversion.
Seit Mitte 2025 wird das SUV auch in Deutschland als DFM Forthing 3 vermarktet. Den Import übernimmt Indimo Automotive.

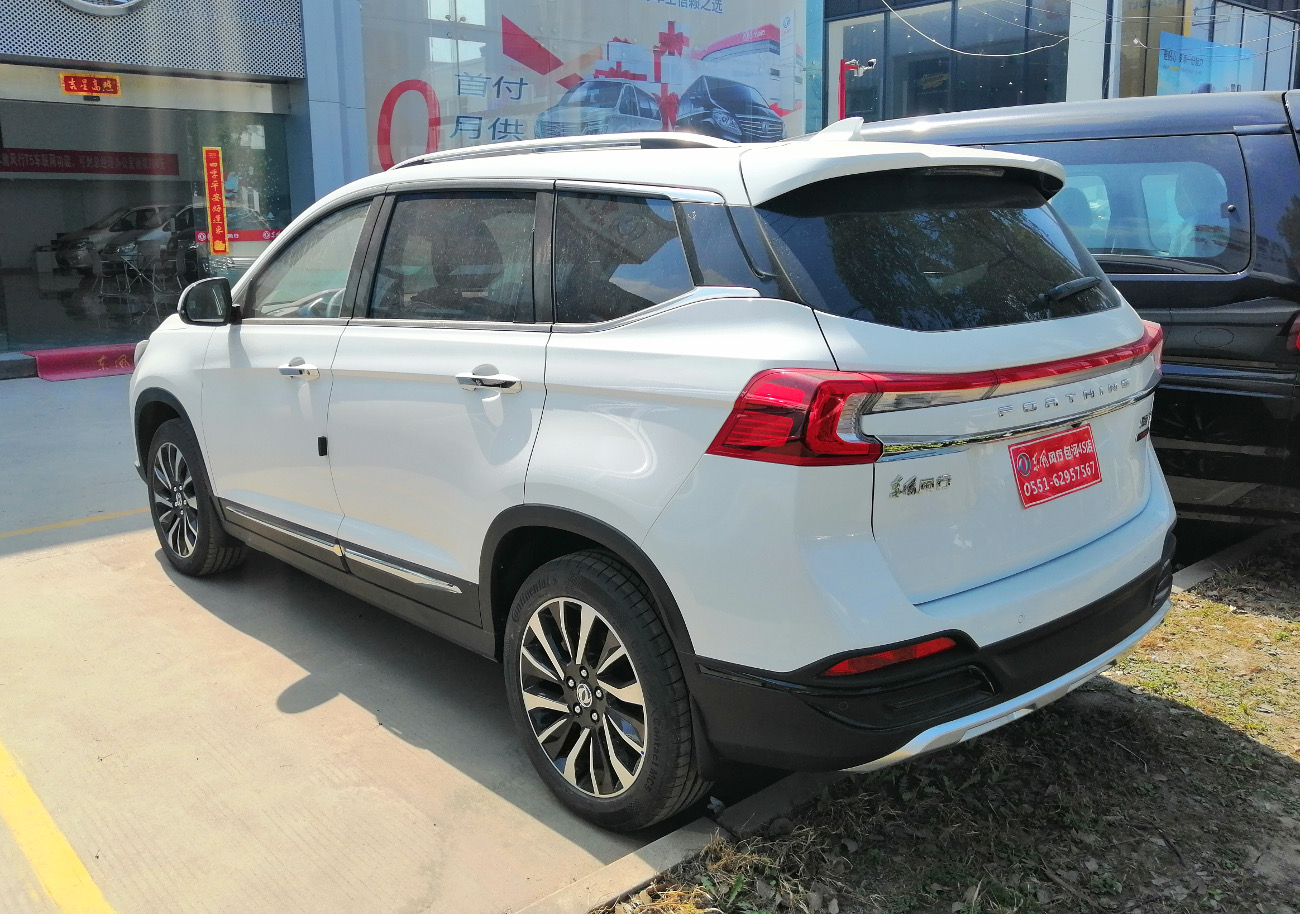
Heckansicht
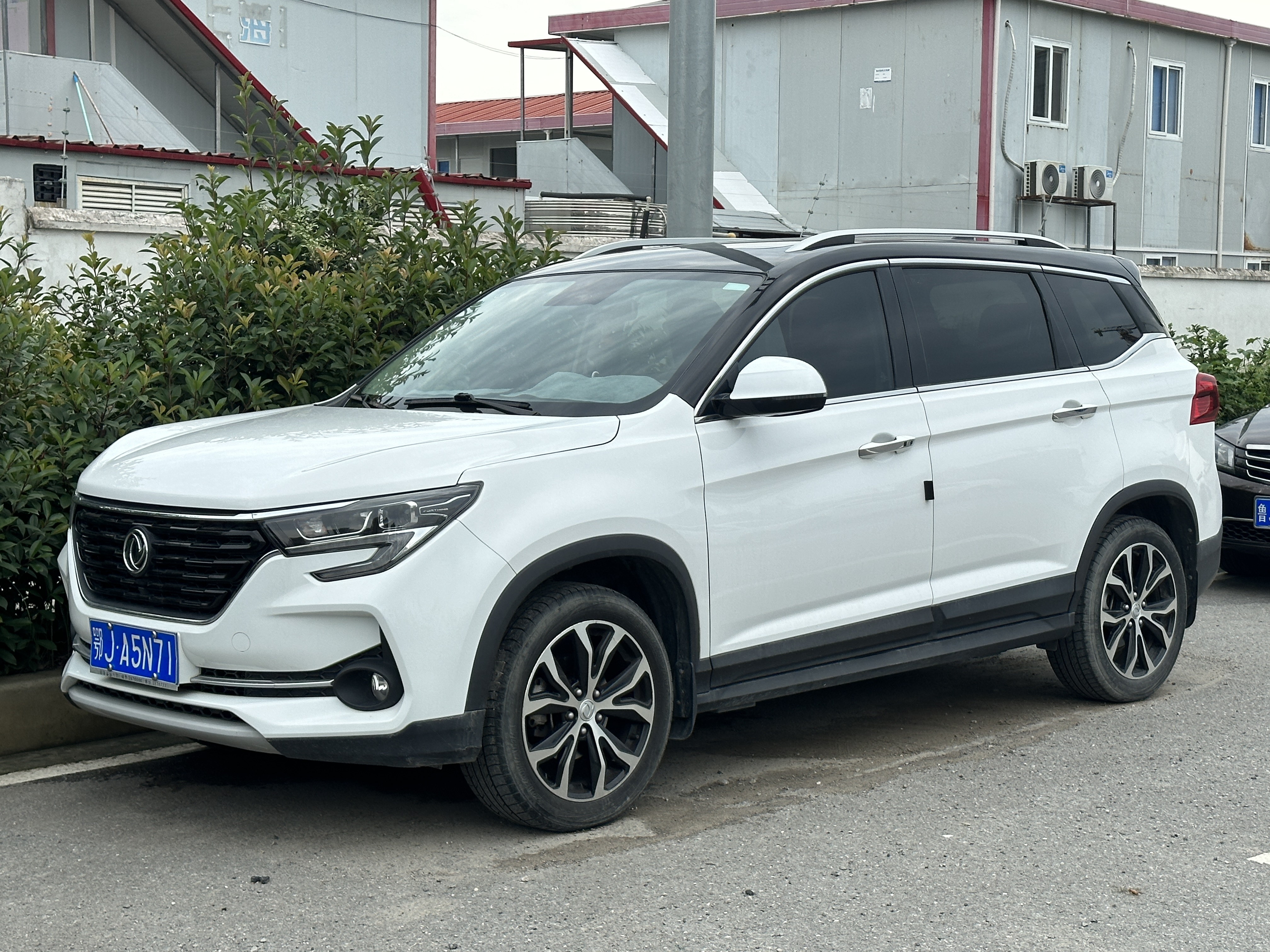
Dongfeng Fengxing Joyear T5 (seit 2019)
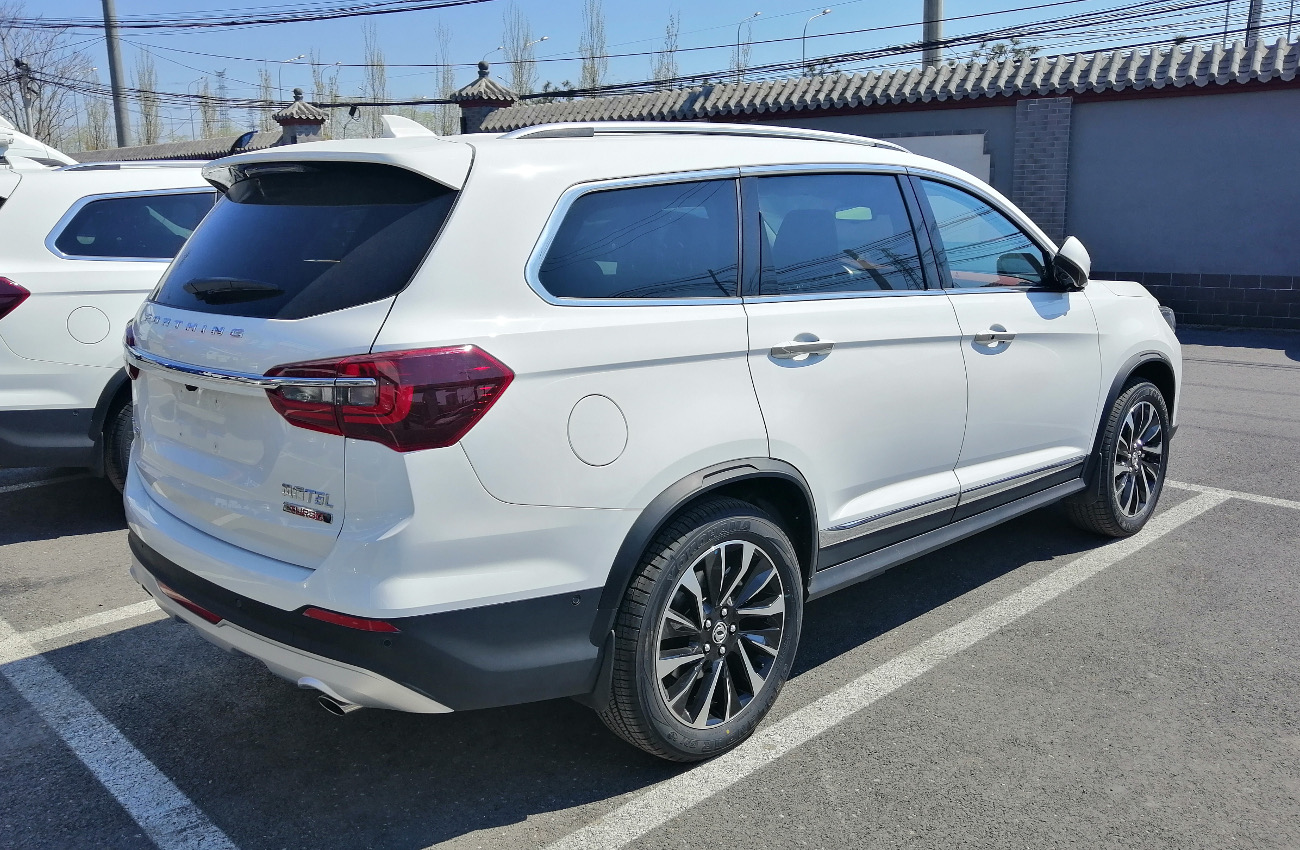
Dongfeng Fengxing Joyear T5L (seit 2018)
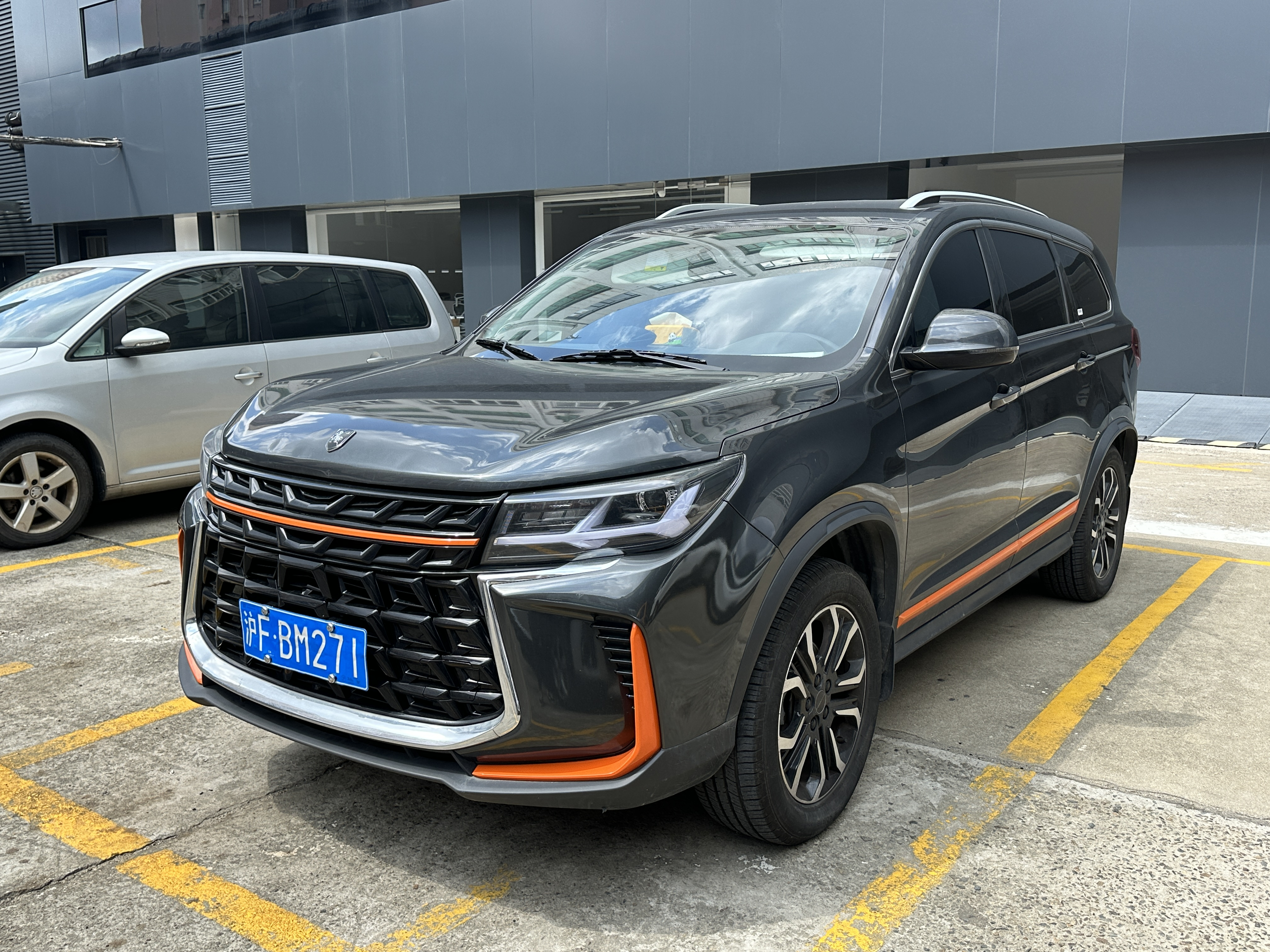
Dongfeng Fengxing Joyear T5L Mach Edition (seit 2022)

Der sportlicher gestaltete Fengxing Joyear T5 Evo debütierte im November 2020. Als Konkurrenzmodelle der Baureihe werden unter anderem der Haval H6 und der GAC Trumpchi GS 4 genannt.

## Technische Daten
|                                            | 1.5T                     | 1.5T                           | 230T                   | 1.6                   | 300T                           | 260T                        | 1.8T                   |
| ------------------------------------------ | ------------------------ | ------------------------------ | ---------------------- | --------------------- | ------------------------------ | --------------------------- | ---------------------- |
| Bauzeitraum                                | 07/2019–09/2023          | seit 09/2022                   | 09/2018–07/2019        | seit 07/2019          | 09/2018–07/2019                | 09/2018–07/2019             | 09/2021–09/2023        |
| Motorkenndaten                             |                          |                                |                        |                       |                                |                             |                        |
| Motorart                                   | Ottomotor                | Ottomotor                      | Ottomotor              | Ottomotor             | Ottomotor                      | Ottomotor                   | Ottomotor              |
| Motorbauart                                | R4                       | R4                             | R4                     | R4                    | R4                             | R4                          | R4                     |
| Motoraufladung                             | Turbolader               | Turbolader                     | Turbolader             | —                     | Turbolader                     | Turbolader                  | Turbolader             |
| Hubraum                                    | 1468 cm³                 | 1476 cm³                       | 1499 cm³               | 1590 cm³              | 1598 cm³                       | 1796 cm³                    | 1796 cm³               |
| max. Leistung bei min−1                    | 115 kW (156 PS) / 5000   | 140 kW (190 PS) / 5200         | 110 kW (150 PS) / 5500 | 90 kW (122 PS) / 6000 | 150 kW (204 PS) / 6000         | 121 kW (165 PS) / 4500–5000 | 121 kW (165 PS) / 5000 |
| max. Drehmoment bei min−1                  | 230 Nm / 1750–4600       | 300 Nm / 2000–4000             | 200 Nm / 2000–4500     | 151 Nm / 4000         | 280 Nm / 1600–4000             | 260 Nm / 1500–4000          | 260 Nm / 1500–4000     |
| Kraftübertragung                           |                          |                                |                        |                       |                                |                             |                        |
| Antrieb                                    | Vorderradantrieb         | Vorderradantrieb               | Vorderradantrieb       | Vorderradantrieb      | Vorderradantrieb               | Vorderradantrieb            | Vorderradantrieb       |
| Getriebe, serienmäßig                      | 6-Gang-Automatikgetriebe | 7-Gang-Doppelkupplungsgetriebe | 6-Gang-Schaltgetriebe  | 5-Gang-Schaltgetriebe | 7-Gang-Doppelkupplungsgetriebe | 6-Gang-Schaltgetriebe       | 6-Gang-Schaltgetriebe  |
| Getriebe, optional                         | —                        | —                              | Stufenloses Getriebe   | —                     | —                              | —                           | —                      |
| Messwerte                                  |                          |                                |                        |                       |                                |                             |                        |
| Höchstgeschwindigkeit                      | 160 km/h                 | 180 km/h                       | 160 km/h               | 160 km/h              | 180 km/h                       | 180 km/h                    | 175 km/h               |
| Beschleunigung, 0–100 km/h                 | k. A.                    | 9,9 s                          | k. A.                  | k. A.                 | k. A.                          | k. A.                       | k. A.                  |
| Kraftstoffverbrauch auf 100 km, kombiniert | 7,8 l Super              | 6,9–7,2 l Super                | 7,4 l Super            | 7,1 l Super           | 7,9 l Super                    | 7,5 l Super                 | 8,0 l Super            |
| Abgasnorm                                  | China VI                 | China VI                       | China V                | China VI              | China V                        | China V                     | China VI               |